# 포도상구균
포도알균(학명: Staphylococcus) 또는 포도구균 또는 포도상구균(葡萄狀球菌)은 그람양성균의 한 속(屬)으로 현미경으로 본 성상이 포도알이 밀집해있는 모습처럼 보여서 이런 이름이 붙여졌다. 괄호 안에 있는 영어 이름은 그리스어로 staphyle은 포도송이, coccus는 낟알을 뜻한데서 비롯되었다. 이 이름은 1880년에 스코틀랜드의 외과의이자 세균학자 알렉산더 옥스톤(1844-1929)에 의해 만들어졌다.
포도상구균은 토양미생물로 대부분이 무해하다. 인간이나 여러 생물의 점막에서 찾아볼 수 있다. 그리고 각종 동물의 피부에 서식한다. 포도상구균에는 40종 이상이 존재한다. 이 중 9개에는 2개의 아종이 있고, 1개에는 3개의 아종이 있고, 1개에는 4개의 아종이 있다. 대부분 인체에 무해하다.  

## 포도상구균 특징
포도상구균은 호기성 및 혐기성 성장이 가능한 유기체이다. 지름이 0.8~1.0μm의 구균이며, 때로는 쌍구균이 되는 것이 있는데, 살기 좋은 환경에 18시간 정도 배양하면 세포가 포도상으로 배열한다. 포도당을 혐기적으로 분해하며 산을 만든다. 군체(Colony)는 주름 모양으로 불투명하고, 색은 백색에서 담황색이다. 이 중 황색포도상구균은 인체에서 화농성 질환을 일으키는데, 생화학적 활성도도 높다. 특히 응고효소 활성, DNA 분해 효소를 가지며, 당의 분해 능력도 높은 편이다. 포도상구균은 여러 가지 용혈소를 생성하는데, 특히 황색종은 용혈소·엔테로톡신(독성 물질)을 생산한다. 황색포도상구균은 일반적으로 국부적 질환을 일으키는데, 때로는 패혈증과 폐렴의 원인이 된다.

## 포도상구균 감염
황색포도상구균은 피부 부스러기에 묻어서 공기 중으로 전염되거나 피부접촉 또는 오염된 표면 접촉으로 전염될 수 있다. 피부는 박테리아 및 기타 세균에 대한 천연의 장벽을 이루고 있지만, 피부에 상처가 있으면 황색포도상구균이 몸 안으로 들어가서 포도상구균 감염을 일으킬 수 있다. 이 감염은 두 가지 그룹으로 분류할 수 있다:
- 피부 및 연부조직 감염. 박테리아가 진입 지점 주변 피부만 감염시키는 약한 감염
- 침습성 감염. 박테리아가 혈관에 침투하여 뼈, 폐, 심장으로 침투하는 경우임. 이것은 대단히 심각한 감염을 일으킬 수 있고, 때로 생명을 위협할 수 있다.

## 청결유지[3]
- 화장실 사용 후 및 식사 전 등 비누와 물로 손을 철저하게 자주 씻는다
- 피부를 깨끗하게 유지한다
- 피부를 깨끗하고 건강하게 유지할 수 있도록 매일 목욕 또는 샤워를 한다

### 베인 곳과 상처를 덮으세요
- 베이거나 상처가 있으면, 깨끗이 닦고 소독한 다음, 먼지와 세균으로 오염되지 않도록 드레싱으로 잘 덮어 준다.
- 드레싱은 정기적으로 교체하고, 교체 전후에는 손을 잘 닦아서 추가 감염을 예방한다.

## 종
- Staphylococcus afermentans
- 황색포도상구균(Staphylococcus aureus)
- Staphylococcus auricularis
- Staphylococcus argentus
- Staphylococcus schweitzeri
- Staphylococcus capitis
- Staphylococcus caprae
- 표피포도상구균(Staphylococcus epidermidis)
- Staphylococcus felis
- Staphylococcus haemolyticus
- Staphylococcus hominis
- Staphylococcus intermedius
- Staphylococcus lugdunensis
- 부생성포도상구균(Staphylococcus saprophyticus)
- Staphylococcus schleiferi
- Staphylococcus vitulus
- Staphylococcus warneri
- 스타필로코커스 자일로서스(Staphylococcus xylosus)

## 같이 보기
- 황색 포도상구균
- 메티실린 내성 황색 포도상구균
- 반코마이신 내성 황색 포도상구균